# The Highland Connection
The Highland Connection er det andet studiealbum fra den skotske keltiske rockband Runrig. Det blev udgivet i 1979.

## Spor
1. "Gamhna Gealla" (White Stirks) - 3:38
2. "Màiri" - 2:56
3. "What Time" - 2:30
4. "Fichead Bliadhna" / "Na Luing air Seòladh" (Twenty Years) - 7:50
5. "Loch Lomond" - 5:02
6. "Na h-Uain a's t-Earrach" (The Lambs in the Springtime) - 3:38
7. "Foghar nan Eilean '78" (Island Autumn '78) - 3:15
8. "The Twenty-Five Pounder" - 2:22
9. "Going Home" - 3:49
10. "Morning Tide" - 4:41
11. "Cearcal a' Chuain" (The Ocean Cycle) - 2:47